# Borotsi
Borotsi é uma vila localizada no Distrito Central em Botswana. Possuía, em 2011, uma população estimada de 942 habitantes.